# Zamek w Namysłowie
Zamek w Namysłowie – wznosi się na okrągłym usypisku, zbudowany został z cegły na planie nieregularnego prostokąta. Znajduje się w centrum miasta, tuż obok miejscowego browaru.

## Historia
Pierwsze wzmianki o fortyfikacji pochodzą z 1312 roku. Prawdopodobnie była wtedy drewniana, jednak być może już po tej dacie książę namysłowski zaczął w miejscu wcześniejszego grodu wznosić obwód obronny o wysokości 8 metrów. 
Wiarygodny dokument o istnieniu zamku pochodzi z 1360. Rezydencja w obrębie murów została zbudowana przed 1370 roku z polecenia króla Czech i cesarza rzymskiego Karola IV Luksemburskiego, na miejscu wcześniejszego grodu książąt piastowskich (linii oleśnickiej i legnicko-brzeskiej). Podobnie jak całe miasto w jego średniowiecznych granicach, dawniej otoczony był fosą.

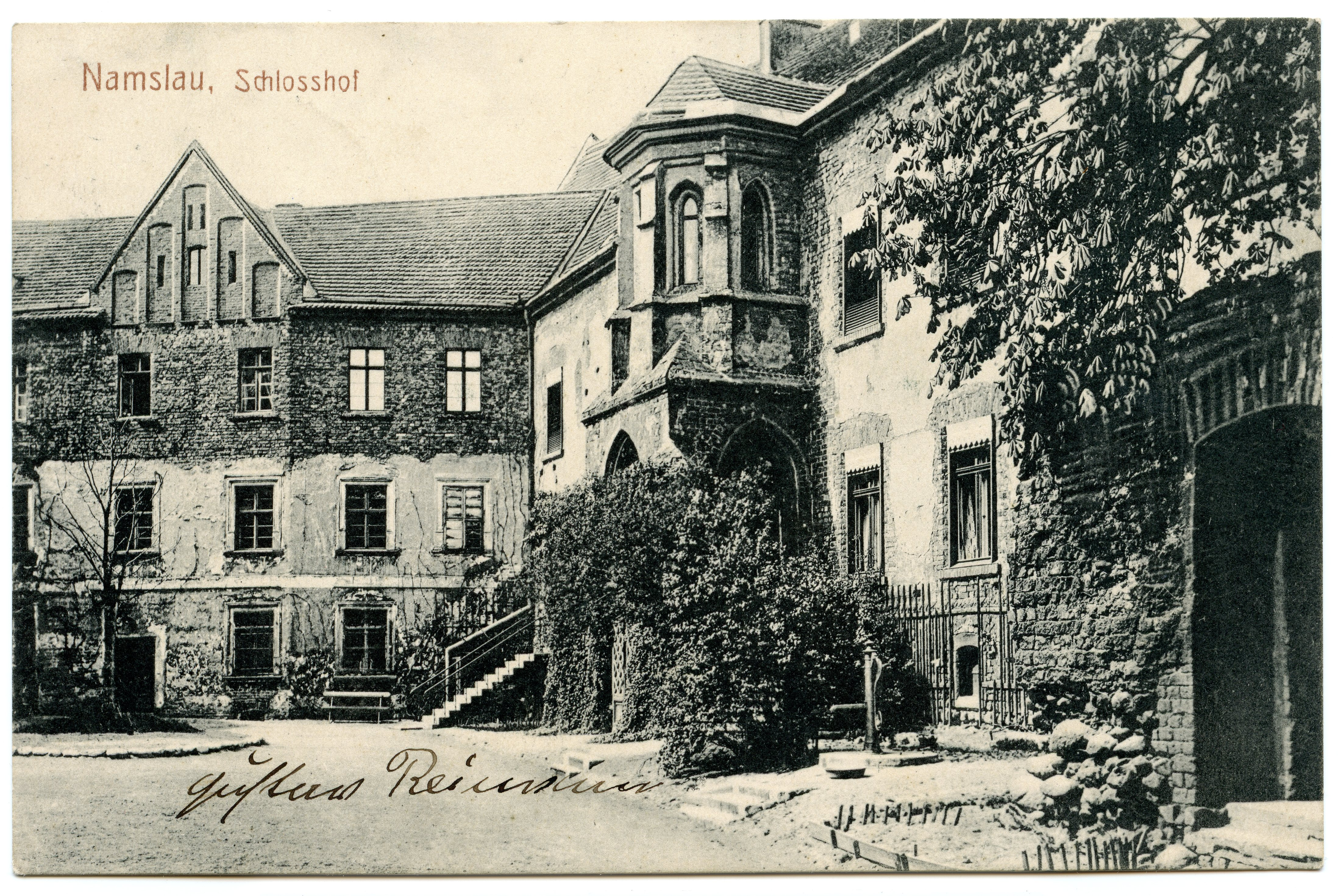
Dziedziniec zamku w Namysłowie na pocztówce wysłanej w 1911 r.

W 1533 roku zamek został przejęty przez Radę Miasta Wrocławia. Niedługo po tym rozbudowano zewnętrzny dziedziniec i dobudowano dodatkową przestrzeń mieszkalną. W wiekach XVII i XVIII prowadzono dalsze działania remontowe, szczególnie po pożarze w 1658 i zniszczeniach spowodowanych przez oddziały pruskie w 1741. Zamek posiadał w swojej historii wielu właścicieli, należał m.in. do wrocławskiej rady miejskiej oraz do zakonu krzyżackiego. 
Zakon nabył go od cesarza Leopolda I w 1703. Krzyżacy przestali być właścicielami zamku w 1810. Po dwudziestu latach przeszedł w ręce prywatne (m.in. Hugona von Garniera z Biestrzykowic), a w 1895 stał się własnością rodziny Haselbach, do której należał miejscowy browar. Zamek do dziś stanowi własność Browaru Namysłów.

## Studnia na dziedzińcu zamkowym

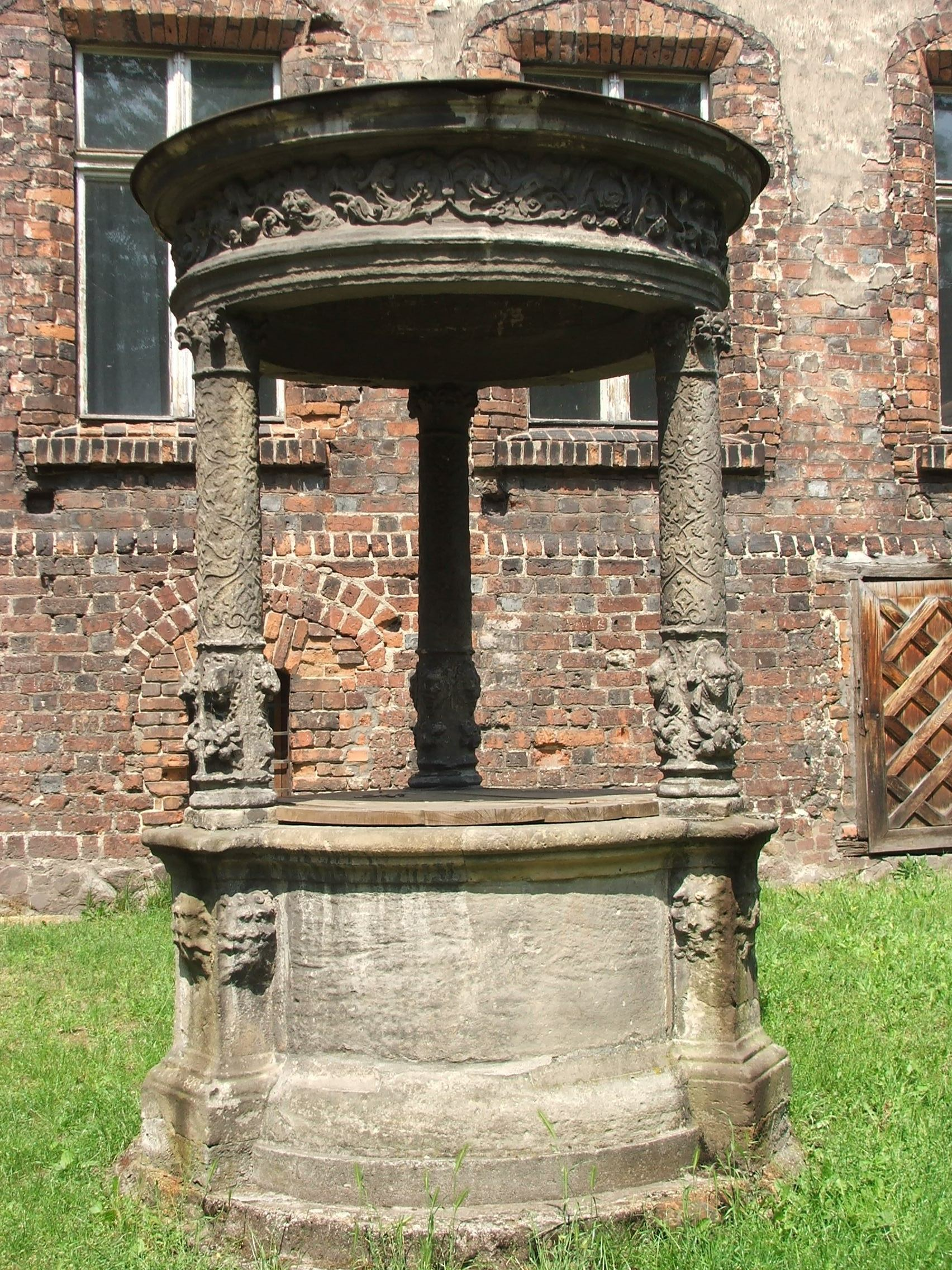
Późnorenesansowa studnia

Jest to późnorenesansowa studnia z ok. 1600 roku, usytuowana na dziedzińcu zamku. Pochodzi z parku przypałacowego w Bożkowie. Kolista, z cokołem i trzema występami, które stanowią podstawy kolumn – ozdobione są płaskorzeźbionymi maszkaronami. Kolumny pokryte są dekoracyjną roślinnością. Baldachim kolisty z fryzem, pokryty płaskorzeźbioną roślinnością z głowami lwów.

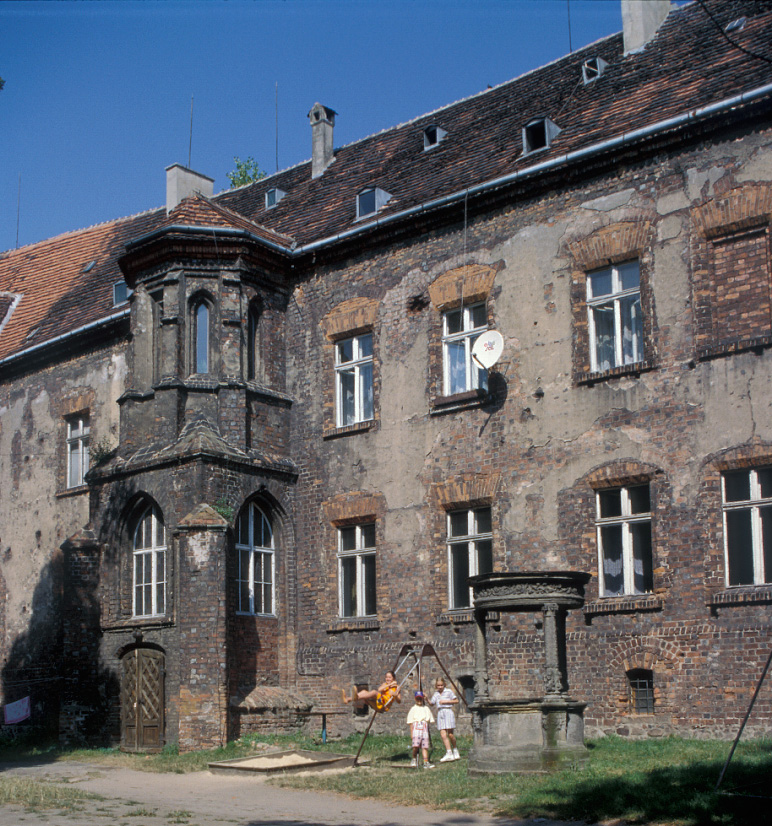
Dziedziniec zamkowy z widokiem na wejście z kaplicą w górnej części